# セベクヘテプ4世
セベクヘテプ4世（Sobekhotep IV, 在位：紀元前1730年頃 - 紀元前1720年頃）は、古代エジプト第13王朝の第23代または27代ファラオ（王）。即位名はカーネフェルラー。

## 概要
前王ネフェルヘテプ1世とサハトホルの兄弟で、彼らの父はハーアンクフという名前の平民出身の人物であった。また、ティアンという名の妻と、3人の王子を含む5人の子どもの名前も明らかになっている。
ワディ・ハンママートに残された祭壇には治世9年目の日付が残されていることから、10年間は在位したと思われる。ネフェルヘテプ1世の治世中から摂政に任命されており、セベクヘテプ4世自身の治世についても比較的多くの事績が知られている。カルナックではアメン・ラー神殿を増築し、寄進を行った他、メンチュヘテプ2世像の碑文を修復している。また、アビドスにある神殿のいくつかは彼によって築かれたものであることが分かっている。治世6年目には上エジプトのワディ・エル・フディにあるアメジスト鉱山へ遠征を行った。
セベクヘテプ4世にまつわる一連の記録は、彼の統治が極めて安定したものであったことを物語っている。そのため、彼とその兄弟ネフェルヘテプ1世の治世は第13王朝の最盛期であったと考えられる。だが一方で、下エジプトではこの時代から、中央政府から独立した勢力による活動の痕跡が見られるようになる。主にデルタ地域の東部で活動していたらしいこれらの勢力は便宜的に第14王朝と呼ばれている。そして実際、セベクヘテプ4世の死後、彼の後継者たちの遺構は代を経るごとに少なくなり、その範囲も徐々に上エジプトに限定されていくことになる。